# 福嶌教偉
福嶌 敎偉（ふくしま のりひで、1956年8月28日 - ）は、日本の医学者・心臓血管外科医。国立循環器病研究センター移植医療部長。いわゆる和田心臓移植事件以後、臓器の移植に関する法律に従い、日本で最初の心臓移植を行った実質上の中心人物。外交官の福嶌教輝は弟。

## 経歴
- メキシコ・メキシコシティ出身[1]。
- 1982年3月、大阪大学医学部医学科を卒業する[2][3][4]。
- 1982年4月、大阪大学医学部第一外科研修医となる[3]。
- 1983年1月、川崎病院にて従事する[2]。
- 1985年7月、大阪市立小児保健センター心臓外科の医員となる[2]。
- 1991年12月、アメリカ合衆国のロマリンダ大学の外科研究員となる[2]。
- 1994年5月、大阪大学第一外科の助手となる[2]。
- 1994年2月、大阪大学大学院医学系研究科臓器制御外科講師に就任する[2]。
- 1995年4月、大阪大学医学部附属病院移植医療部副部長に就任する[2]。
- 1996年5月、大阪大学大学院医学系研究科薬理学講座分子医薬学分野助教授に就任する[2]。
- 1997年4月、大阪大学医学部附属病院移植医療部病院教授となる[2]。
- 1999年2月28日、『臓器の移植に関する法律』施行後初の脳死移植にて、臓器摘出を行う[5][6]。
- 2001年8月、大阪大学大学院医学系研究科重症臓器不全治療学寄附講座教授となる[2]。
- 2008年4月、大阪大学医学部附属病院移植医療部教授となる[3]。
- 2015年4月、国立循環器病研究センター移植医療部長となる[4]。
- 2022年4月、千里金蘭大学大学院看護学研究科・千里金蘭大学看護学部看護学科教授となる。
- 2022年10月、千里金蘭大学学長となる[7]。

## エピソード
タイでの生体臓器闇摘出を題材にした2008年公開の日本映画『闇の子供たち』（梁石日原作）の製作に関して、取材協力に応じたが、映画の公開後、タイで日本人が心臓移植を受けたことがないこと、専門医および看護師合わせて8人が心臓移植手術に必要で口止めが困難であり、重刑を覚悟して行われることは現実としてありえないことなどなどを明らかにし、この映画の設定が非現実的であることを指摘した。

## 著書
著作
- 『移植のための臓器摘出と保存』(丸善出版、2012年3月)ISBN 9784621064948

共著
- (布田伸一)『心臓移植』(丸善出版、2012年3月)ISBN 9784621064917